# Radiv, Mlîniv
Radiv (în ucraineană Радів) este un sat în comuna Korablîșce din raionul Mlîniv, regiunea Rivne, Ucraina.

## Demografie
Componența lingvistică a localității Radiv
     Ucraineană (99,69%)
     Alte limbi (0,31%)
Conform recensământului din 2001, majoritatea populației localității Radiv era vorbitoare de ucraineană (99,69%), existând în minoritate și vorbitori de alte limbi.